# Orotelli
Orotelli (Oroteddi in sardo) è un comune italiano di 1 826 abitanti della provincia di Nuoro, a circa 18 km dal capoluogo di provincia, nella storica subregione della Barbagia.
Confina con i comuni di Bono, Benetutti, Bottidda, Illorai, in provincia di Sassari, e Oniferi e Orani, nella stessa provincia di Nuoro.
Dal 2012 Orotelli è entrato a far parte dell'associazione Borghi Autentici d'Italia.

## Geografia fisica

### Territorio
Il centro sorge su un altopiano caratterizzato da rocce granitiche di modeste dimensioni, in particolare tonaliti presenti soprattutto nella Serra d'Orotelli, a nord del centro abitato, con una graduale transizione a granodioriti monzogranitiche inequigranulari spostandosi verso sud. L'orografia segue una sinclinale che degrada in direzione nord-est/sud-ovest verso la piana di Ottana. A causa di questa particolare conformazione, l'abitato è diviso in due nuclei separati da tale sinclinale: quello più antico, col centro storico che si sviluppa attorno alla chiesa dedicata a San Giovanni Battista, e un rione nuovo, denominato "Mussinzua", iniziatosi a formare dagli anni trenta e tuttora in via di sviluppo verso nord in direzione della SS 129 per Nuoro.

## Origini del nome
L'origine del toponimo si fa risalire a un probabile latifondista romano di nome "Ortellius". La più antica documentazione che lo attesta si trova nel Condaghe di Santa Maria di Bonarcado (CSMB 177). Il toponimo è presente anche nel Codex Diplomaticus Sardiniae, I 213/1, 215/2, risalente al 1139, in cui viene citato un "vescovo di Ortilli" di nome Ugone, che dona la chiesa di San Pietro in Ollin (l'odierna chiesa campestre San Pietro di Oddini) al Monastero di San Salvatore di Camaldoli. Orotelli è stato sede temporanea del vescovo di Ottana nel XII secolo, come dimostrato dal fatto che il villaggio non viene mai citato nelle Rationes Decimarum Italiae, Sardinia del secolo XIV.

## Storia
Il centro risale al periodo nuragico, di cui vi sono varie testimonianze archeologiche, tra cui il piccolo nuraghe di Càlone (Nurache Càlone in sardo), sulla sommità della collina che domina l'ingresso al centro. Un altro nuraghe, con torre centrale e bastione trilobato e di dimensioni maggiori, riportato alla luce recentemente, è situato all'interno del parco naturale Sa Serra.

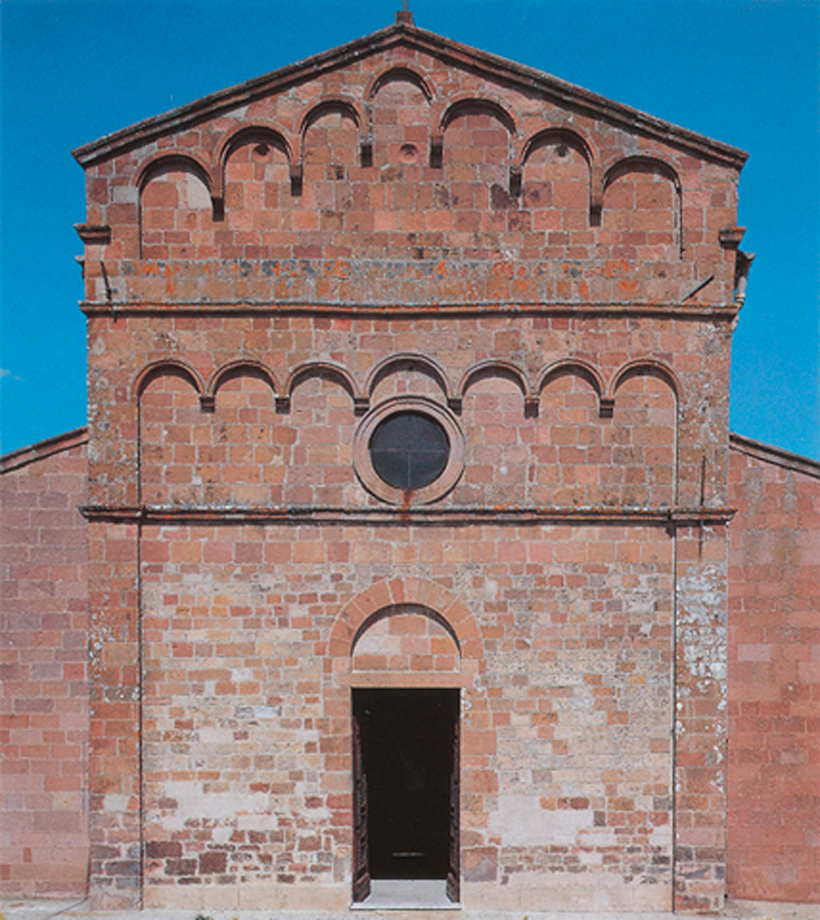
Facciata della chiesa parrocchiale di San Giovanni Battista, risalente al 1116.

Nel Medioevo fece parte della curatoria di Dore appartenente al Giudicato di Torres, passò quindi al Giudicato di Arborea, e successivamente agli Aragonesi e nel 1617 fu incorporato nel Marchesato di Orani, passato ai De Silva ne seguì le vicissitudini fino al 1839, quando venne riscattato agli ultimi feudatari.
È possibile riconoscere diversi villaggi che furono abitati nel Medioevo per la presenza di numerose chiese campestri, quella di "San Pietro di Oddini", dall'omonimo villaggio Oddini, e la chiesa di "Nostra Signora di Sinne". Tra gli altri villaggi di cui ormai rimane la sola testimonianza nei toponimi, si ricordano: "Arae", "Forolo", "Idili", "Miale", "Santu Chiricu".
La tradizione orale tramanda un'antica leggenda secondo cui un pastore di un paese vicino avrebbe perduto il suo bestiame, e dopo una lunga ricerca l'abbia ritrovato ad abbeverarsi ad una fontana, denominata "Iscathai" (ora un rione di Orotelli). Il pastore, dinnanzi a quella fonte d'acqua, si trovò meravigliato a tal punto da trasferirsi con la sua famiglia proprio nei pressi di questa, dando origine al primo nucleo abitativo.

### Simboli
Lo stemma e il gonfalone del comune di Orotelli sono stati concessi con decreto del presidente della Repubblica del 7 giugno 2011.
Il gonfalone è un drappo di giallo.

## Monumenti e luoghi d'interesse

### Architetture religiose

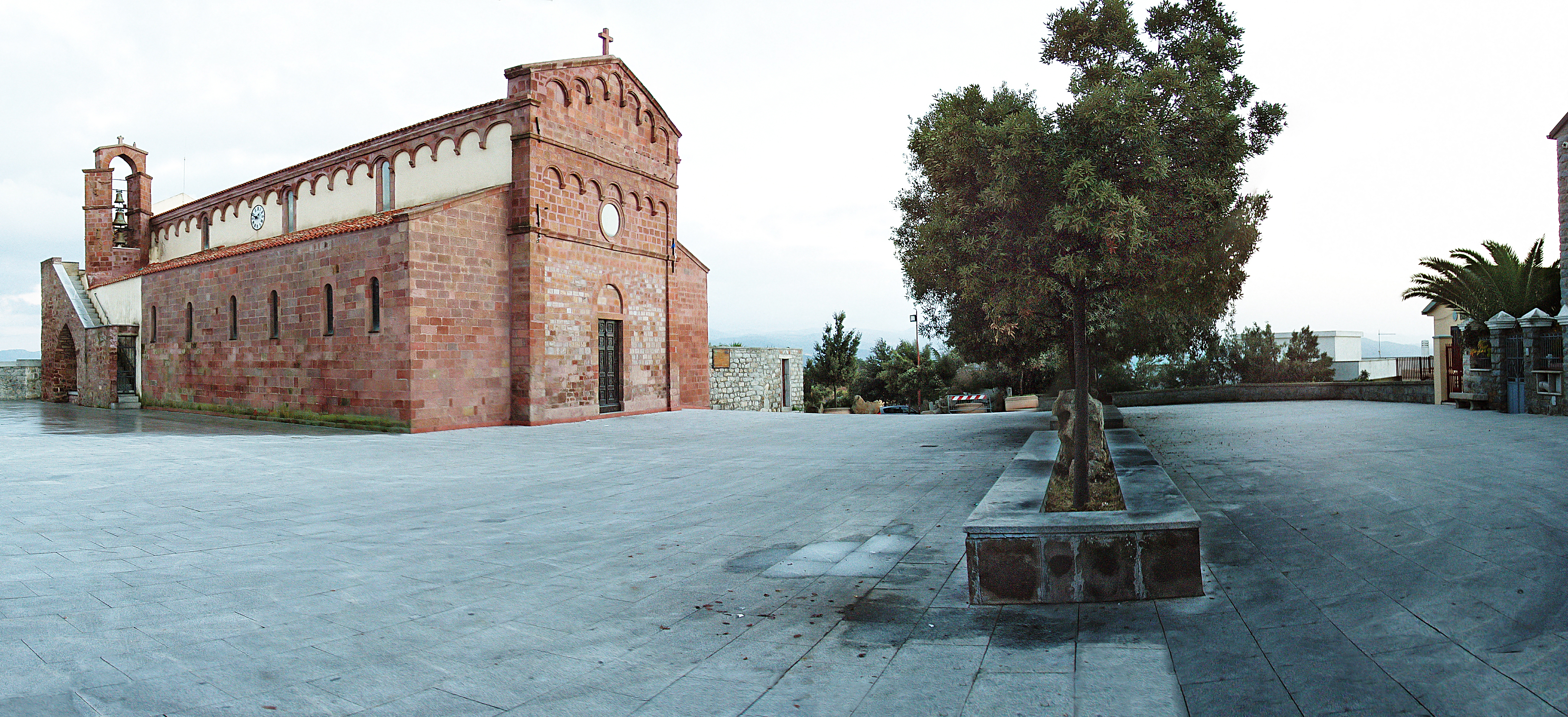
Piazza e chiesa di San Giovanni Battista.

- Chiesa parrocchiale di San Giovanni Battista: edificata intorno al 1116, è stata cattedra vescovile temporanea del vescovo di Othana (odierno Ottana) tra il 1116 e il 1139. Si trova in uno dei punti più alti del centro e domina tutta la vallata digradante verso sud. L'impianto romanico originario, con pianta a croce commissa (croce a T) aveva in origine una sola navata, absidata, con conci di trachite a vista e copertura in legno a capriate, mentre i bracci del transetto hanno copertura con volte a crociera, intonacate. La facciata, sempre in conci di trachite a vista, è divisa da due cornici orizzontali in tre specchi. Nel più basso si apre il portale con architrave e lunetta. Lo specchio centrale è caratterizzato da un oculo centrale e dalla seconda cornice decorata da una serie di archetti che poggiano su peducci modanati. Gli spioventi sono anch'essi decorati da una serie di archetti su peducci che continuano lungo i lati della chiesa e decorano anche il prospetto absidale. L'abside presenta una monofora centrale con croce greca scolpita. Nel corso dei secoli è stata più volte rimaneggiata. Di grande interesse il campanile a vela trecentesco, che presenta una decorazione a bassorilievi di figure e simboli misteriosi. Negli anni sessanta è stato eliminato il vecchio altare ligneo seicentesco e sono state aggiunte due navate laterali per aumentare la capienza dell'aula centrale. All'esterno, sul lato nord della chiesa si trova il portale con arco a tutto sesto, recentemente restaurato, che dava accesso al monastero dei benedettini e delimitava anche l'antico cimitero.
- Chiesa di San Lussorio: a qualche decina di metri dalla parrocchiale è possibile ammirare questa costruzione in conci di granito a vista con facciata quadrata con annesso il campanile sempre in granito a vista. La chiesa risale al 1700.
- La chiesa rurale del "Santissimo Salvatore" (XVI secolo), ora inglobata all'interno del cimitero, con presbiterio ampio e diviso dall'aula centrale tramite un arco a sesto acuto.
- Chiesa Parrocchiale dello Spirito Santo
- Chiesa di San Pietro e' Oddini
- Chiesa di San Michele (campestre)
- Chiesa Sa Itria
- Chiesa di Sant'Antonio Abate
- Chiesa del Santissimo Salvatore
- Chiesa della Madonna di Sinne (campestre)
- Chiesa della Madonna di Liscoi
- Sos Banzons in Oddini

### Siti archeologici

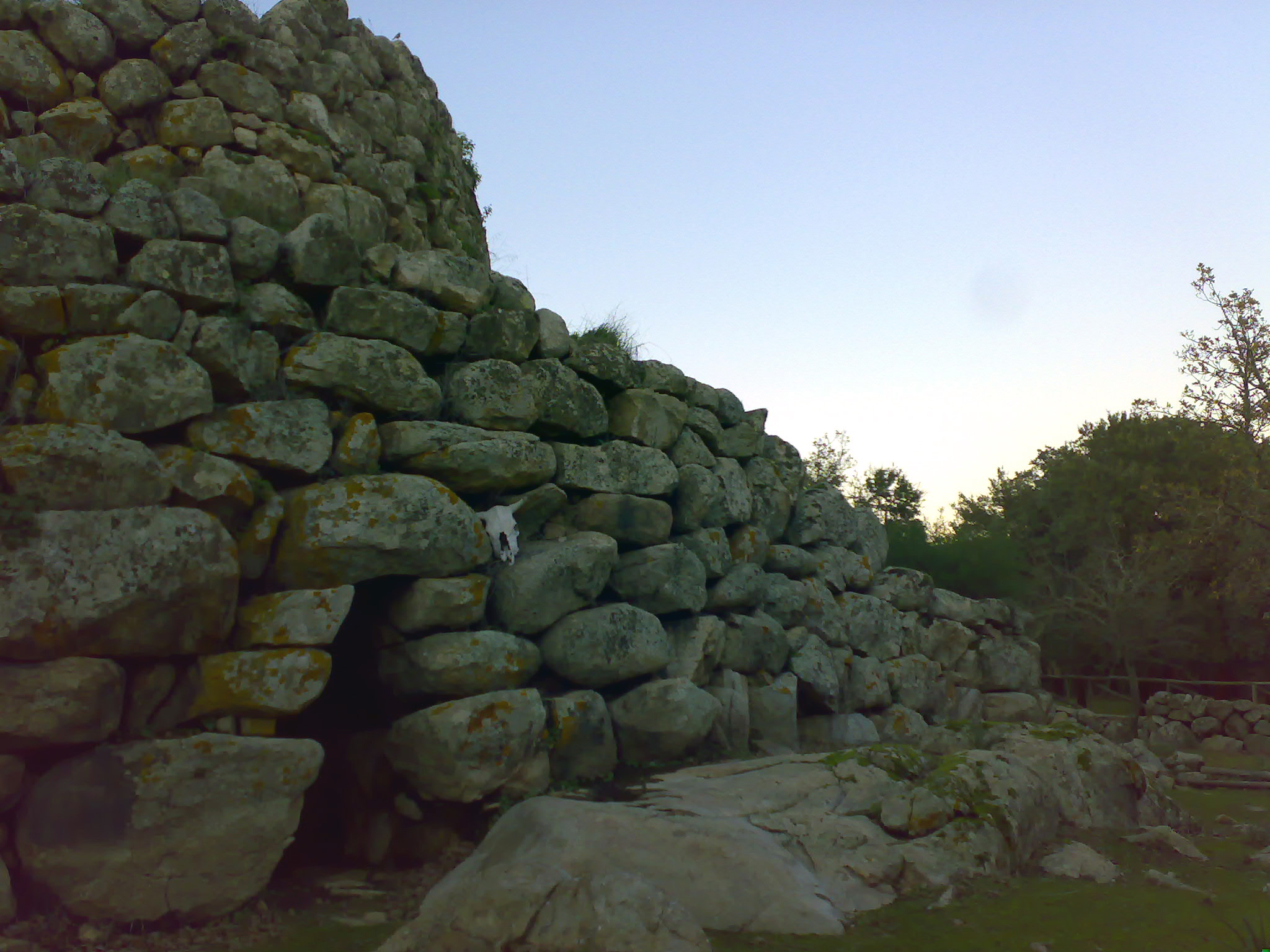
Ingresso alla torre principale del nuraghe "Aeddo" in Località "Sa Serra" a nord di Orotelli.

Il territorio è disseminato da testimonianze archeologiche che risalgono al prenuragico, con il dolmen in località Sinne, al periodo nuragico appartengono i nuraghi "Aeddos",uno dei nuraghi più belli e conservativi della provincia, e poi "Athentu", "Calone", "Corcove", "Passarinu", "Sarcanai". Le tombe dei giganti di "Forolo" e di "Sa turre 'e su campanile"

## Società

### Evoluzione demografica
Abitanti censiti

### Lingue e dialetti
La variante del sardo parlata a Orotelli è quella nuorese.

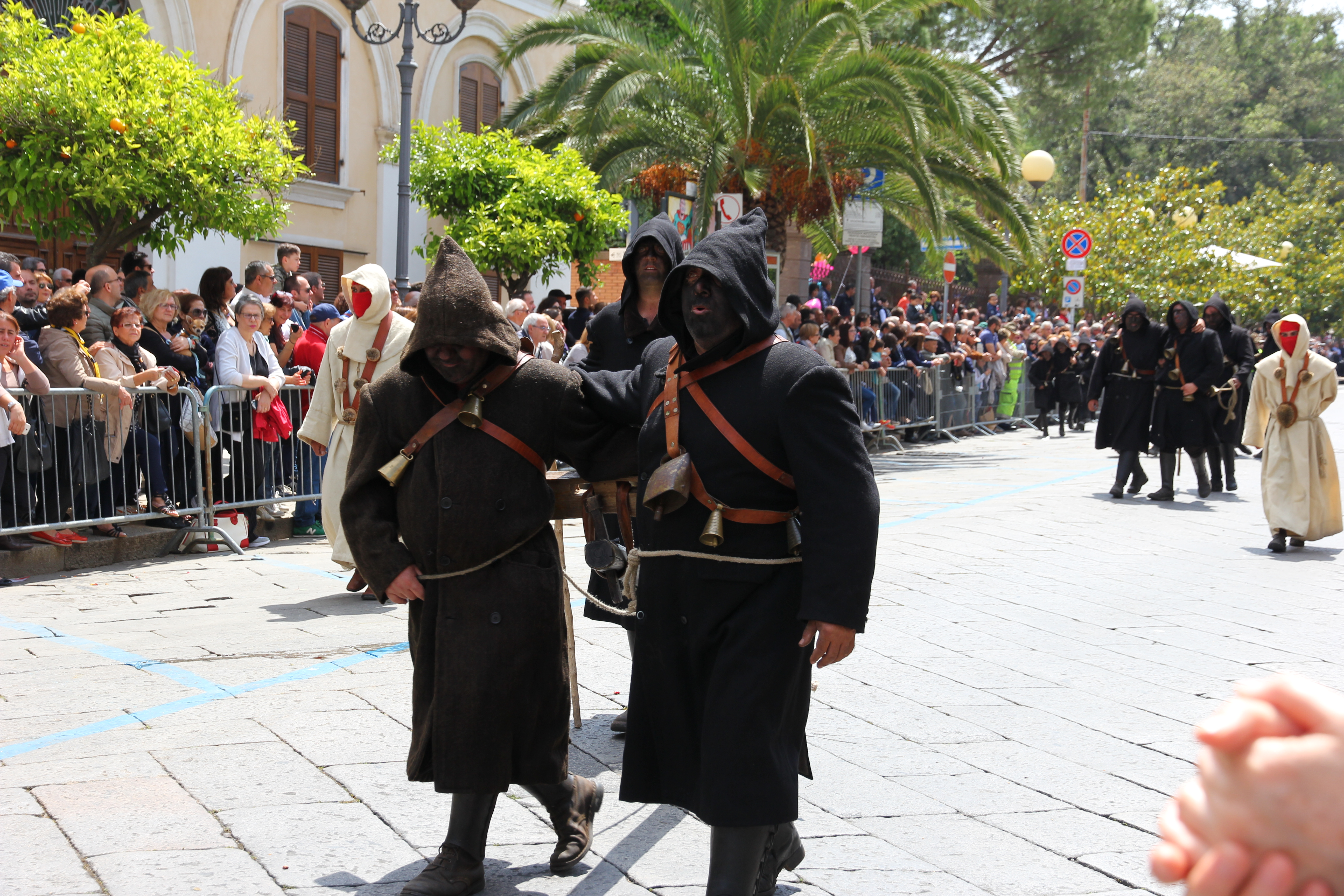
Sos Thurpos, le maschere di Orotelli

### Tradizioni e folclore
Insieme a Mamoiada e Ottana, formano, con le tradizionali maschere carnevalesche, tutte e tre diverse tra loro, il Carnevale Barbaricino con inizio il 16 gennaio, con l'accensione del fuoco di Sant'Antonio fino al martedì grasso.
Le maschere tipiche di Orotelli sono i thurpos, ovvero i ciechi.

## Cultura

### Istruzione

#### Biblioteche
Presente una biblioteca comunale, intitolata al poeta locale Nunzio Cossu.

### Musica
Praticato nel comune anche il canto a tenore, e differisce rispetto a quello delle altre formazioni del canto a tenore sardo. Il suo repertorio prevede: Sa Seria, Su Traccheddu, Su Passu Torradu, Ammadiridoe (ballu tundu), Attitu a zorzi, Dillu, Muttos.

## Infrastrutture e trasporti

### Ferrovie
A nord-est dell'abitato è situata la fermata di Orotelli, posta lungo la ferrovia Macomer-Nuoro e collegata ai due capolinea e ad altri centri intermedi dai treni dell'ARST.

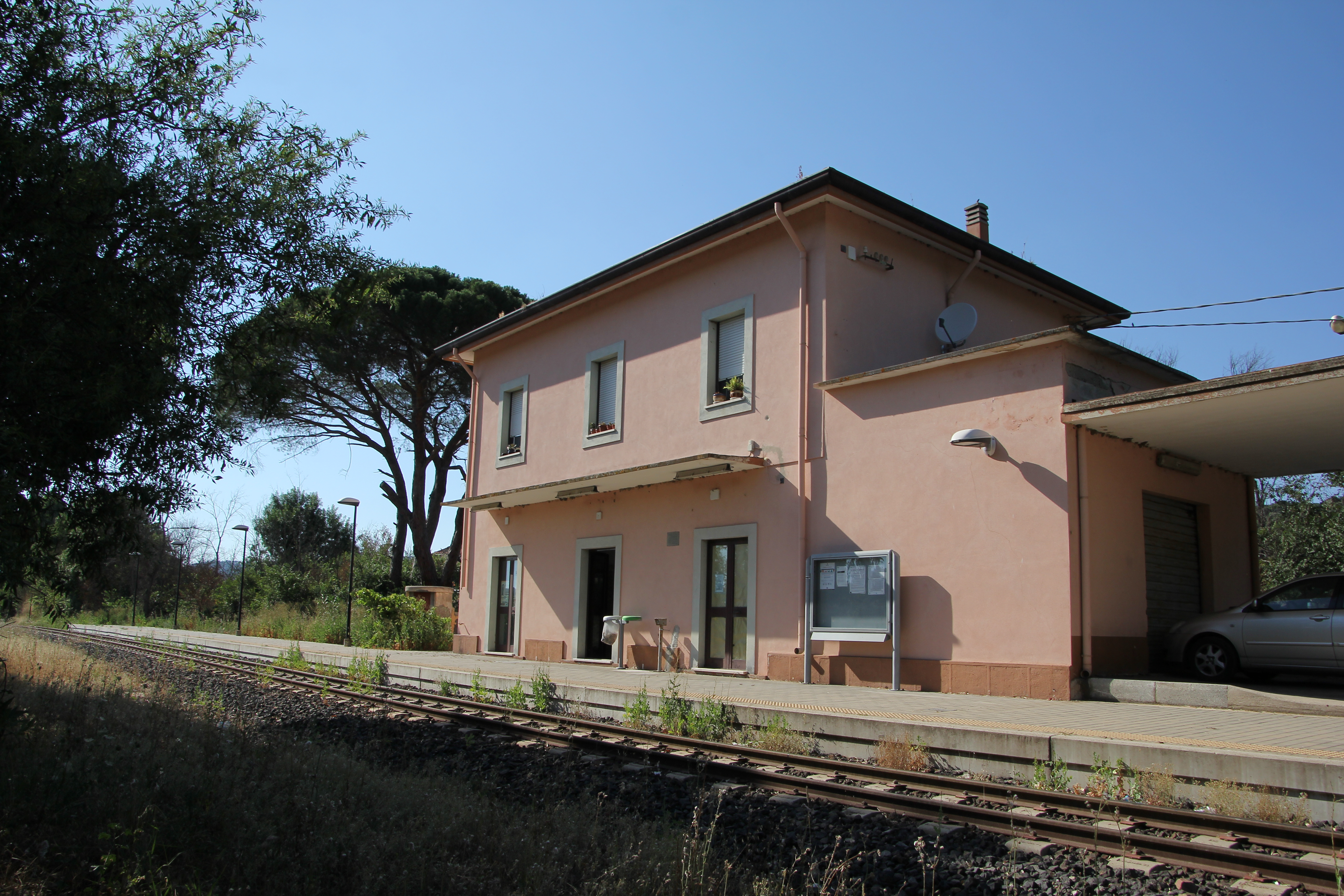
La fermata ferroviaria di Orotelli

## Amministrazione
| Periodo          | Periodo         | Primo cittadino                     | Partito                               | Carica  | Note   |
| ---------------- | --------------- | ----------------------------------- | ------------------------------------- | ------- | ------ |
| 17 novembre 1996 | 13 maggio 2001  | Piero Mario Marteddu                | liste civiche di centro-sinistra      | sindaco | [ 9 ]  |
| 13 maggio 2001   | 28 maggio 2006  | Salvatore Francesco Durante Zoroddu | sinistra                              | sindaco | [ 10 ] |
| 28 maggio 2006   | 15 maggio 2011  | Giovannino Marteddu                 | lista civica                          | sindaco | [ 11 ] |
| 15 maggio 2011   | 5 giugno 2016   | Giovannino Marteddu                 | lista civica "Orotelli Futura"        | sindaco | [ 12 ] |
| 5 giugno 2016    | 11 ottobre 2021 | Giovannino Marteddu                 | lista civica "Continuità e Progresso" | sindaco | [ 13 ] |
| 11 ottobre 2021  | in carica       | Tonino Bosu                         | lista civica "Insieme andiamo oltre"  | Sindaco | [ 14 ] |